# Anouk Grinberg
Anouk Grinberg (Ukkel, 20 maart 1963) is een Franse actrice, tevens kunstschilder en schrijfster. Ze speelde in meerdere langspeelfilms, televisiefilms en series en in tientallen theaterstukken. 
Voor haar hoofdrol als Joëlle in Merci la vie van Bertrand Blier uit 1991 ontving ze in 1992 de Romy Schneiderprijs en werd ze voor het eerst genomineerd voor de César voor beste actrice. Een tweede nominatie voor de César volgde in 1994 voor haar rol als Victorine in Un, deux, trois, soleil, uit 1993. Ook voor haar hoofdrol als Marie Abarth in Mon homme uit 1996 van Blier kreeg ze dat jaar de Zilveren Beer voor beste actrice in Berlijn. Het jaar erna werd ze voor de derde keer genomineerd voor de César voor beste actrice. Ze zou de prijs evenwel ook dat jaar niet winnen.
Voor haar theaterrollen werd ze meerdere keren onderscheiden bij de ceremonie Nuit des Molières; in 1993, 2003, 2010 en 2014 ontving ze nominaties voor de Molière de la comédienne (beste vrouwelijke komische rol).
Anouk Grinberg is de dochter van de auteur en toneelschrijver Michel Vinaver. Jarenlang had ze een relatie met Bertrand Blier van wie ze ook een zoon kreeg. Sinds 2003 heeft ze een relatie met de wiskundige Michel Broué, met wie ze in 2016 huwde. Haar nicht Louise Grinberg is ook actrice.

## Filmografie

### Films
- 1976: Mon cœur est rouge - la petite fille conférencière
- 1987: Last Song - Blue
- 1987: La Vallée fantôme
- 1988: La Fille du magicien - Lili
- 1989: Embrasse-moi - la voyante
- 1989: L'Enfant de l'hiver - la sœur de Stéphane
- 1991: J'entends plus la guitare - Adrienne
- 1991: Merci la vie - Joëlle
- 1993: Un, deux, trois, soleil - Victorine
- 1994: Sale gosse - Nina
- 1996: Mon homme - Marie Abarth
- 1996: Un héros très discret - Servane
- 1998: Disparus - Mila
- 2000: Denti - Madre di Antonio
- 2001: Entre chiens et loups
- 2002: Les Petites Couleurs - Christelle
- 2003: La Prophétie des grenouilles - la tortue (stem)
- 2004: Nuit noire - Sandra
- 2004: Une vie à t'attendre - Camille
- 2006: Les Fragments d'Antonin- Madeleine Oberstein
- 2011: One Life (stem)
- 2012: Sea, No Sex and Sun - Claude
- 2016: Babylove - moeder van Gabriel
- 2017: Money - Anaïs
- 2020: L'Autre de Charlotte Dauphin : Marie
- 2021: Tromperie - l'épouse
- 2022: La Nuit du 12 - la juge
- 2022: Les Volets verts - Maria
- 2022: L'Innocent - Sylvie
- 2023: Bonnard, Pierre et Marthe - Misia Sert

### Televisie
- 1986: Le rapport du gendarme
- 1987: Les Fortifs - Paulette
- 1989: L'Orestie
- 1992: Le temps et la chambre
- 1995: Jules et Jim
- 2001: Marylin et ses enfants
- 2002: Une preuve d'amour
- 2004: Ma meilleure amie
- 2005: Le Procès de Bobigny - Gisèle Halimi
- 2007-2009: Kaamelott - Livre V et VI - Anna de Tintagel
- 2007: Voici venir l'orage... - Tatiana
- 2010: Camus - Francine Camus
- 2011: Joseph l'insoumis - Alicia
- 2016: Le Sang de la vigne - Roxane Gimonprez
- 2020: Capitaine Marleau - Roxane Girard
- 2022: L'Île prisonnière - Mado

- Biblioteca Nacional de España: XX1289741
- Bibliothèque nationale de France: cb14065902b (data)
- Gemeinsame Normdatei: 131440209
- International Standard Name Identifier: 0000 0001 2134 373X
- Library of Congress Control Number: nr99035631
- Nationale Bibliotheek van Tsjechië: xx0174899
- Nationale Bibliotheek van Israël: 987007322204805171
- Nederlandse Thesaurus van Auteursnamen: 139316299
- SNAC: w6477q18
- Système universitaire de documentation: 078668786
- Virtual International Authority File: 56815485
- WorldCat: E39PBJwxGdWRjG3HxCgRW8tqcP